# Хрусцина (Ниський повіт)
Хрусцина (пол. Chróścina, нім. Falkenau) — село в Польщі, у гміні Скорошиці Ниського повіту Опольського воєводства.
Населення — 1581 особа (2011).

## Демографія
Демографічна структура станом на 31 березня 2011 року:
|          | Загалом | Допрацездатний вік | Працездатний вік | Постпрацездатний вік |
| -------- | ------- | ------------------ | ---------------- | -------------------- |
| Чоловіки | 771     | 144                | 570              | 57                   |
| Жінки    | 810     | 152                | 509              | 149                  |
| Разом    | 1581    | 296                | 1079             | 206                  |